# Real Oviedo (Frauenfußball)
Die Frauenfußballabteilung von Real Oviedo wurde im Jahr 2017 durch die Inkorporierung von Oviedo Moderno Club de Fútbol gegründet.

## Geschichte

### Vorläufer (1980–2017)
Die Ursprünge der Sektion gehen auf den 24. Juni 1980 zurück, als Ana Lacalle und Luis Miguel Cienfuegos in Oviedo einen der ältesten Frauenfußballklubs Spaniens gründeten, dieser wurde 1982 als México-La Corredoria Club de Fútbol beim Verband registriert und nahm zunächst an der asturischen Regionalliga teil. Ab der Saison 1984/85 trug der Verein aus Sponsoringgründen den Namen Club de Fútbol Femenino Tradehi. 1989/90 gelang der Mannschaft der erstmalige Aufstieg in die noch junge erste Division. CFF Tradehi beendete die Meisterschaft auf dem achten und letzten Platz und stieg wieder ab, konnte jedoch 1991/92 den sofortigen Wiederaufstieg fixieren und hielt sich über viele Jahre in der höchsten Spielklasse. Im Jahr 1996 benannte sich der Klub in Peña Azul Oviedo Femenino um. Die Mannschaft etablierte sich in der spanischen Meisterschaft im Mittelfeld und kämpfte zwar nicht um die Titel, war jedoch selten in Abstiegsgefahr. Im Jahr 2001 kam es zu einer Umstrukturierung des spanischen Ligasystems und zur Gründung der Superliga Femenina als neue höchste Spielklasse. Der Klub erhielt aus Sponsoringgründen den neuen Namen Club de Fútbol Oviedo Moderno Universidad. In der Saison 2007/08 konnte Oviedo Moderno nur den 13. Platz in der Meisterschaft belegen und stieg somit, nach 16 ununterbrochenen Spielzeiten in der höchsten Liga, in die zweitklassige Primera Nacional ab. 2008/09 gelang der sofortige Wiederaufstieg, doch nur zwei Jahre später musste Oviedo Moderno erneut den Weg in die Segunda División antreten. In der Spielzeit 2012/13 erreichte die Mannschaft zum zweiten Mal in Folge das Aufstiegs-Playoff, scheiterte hier jedoch im Endspiel am FC Granada. Da aber AD Torrejón aufgrund finanzieller Schwierigkeiten die Teilnahme an der Primera División absagen musste, gelangte Oviedo Moderno zur Saison 2013/14 doch in die höchste Spielklasse. Hier sollte sich der Klub drei Jahre lang halten können, ehe die erste Mannschaft 2015/16 durch einen 15. Platz den Abstieg nicht verhindern konnte.
Während der Zeit als unabhängiger Verein trug der Klub folgende Namen:
- México-La Corredoria CF (1982–1984)
- CFF Tradehi (1984–1996)
- Peña Azul Oviedo Femenino (1996–2001)
- Oviedo Moderno CF (2001–2017)

### Real Oviedo (seit 2017)
Am 28. August 2017 unterzeichnete Oviedo Moderno ein Abkommen mit dem Fußballklub Real Oviedo, wonach Erstere fortan zu Frauenfußballsektion Zweiterer werden. Sportlich konnte sich der Klub auch nach den beiden Reduktionen der Teilnehmer der Segunda División in den Jahren 2019 (von 112 auf 32 Mannschaften) und 2022 (von 32 auf 16) in der zweiten Spielklasse halten.

## Bekannte Spielerinnen
- Lucía García
- María Antonia Is Piñera
- Patricia Martínez Augusto
- María Méndez